# 筒井大志
筒井 大志（つつい たいし、1982年10月8日 - ）は、日本の漫画家。千葉県佐倉市出身。佐倉市立千代田小学校・佐倉市立臼井南中学校卒業・千葉県立幕張総合高等学校出身。
父親は元キャピタル・パートナーズ証券株式会社代表取締役兼CEO、（財）日本ベトナム文化交流協会理事長などを務める筒井豊春。弟はブロンソン・ジャパン株式会社代表取締役社長の筒井大海。

## 来歴
漫画家を志したのは約5歳の頃。2008年9月に漫画家デビュー。『月刊コミックブレイド』（マッグガーデン）2008年11月号より2011年4月号まで『エスプリト』を連載。
2013年に『コミックブレイド』を離れ、約1年間連載を持たず各誌で読切を描き続ける。この頃は連載を持てないことによる不安感・喪失感が強く、精神的に大変な時期であったと後に振り返っている。
『少年ジャンプ+』（集英社）2014年12月1日より2016年9月22日まで、古味直志『ニセコイ』のスピンオフ『マジカルパティシエ小咲ちゃん!!』を連載した。
『週刊少年ジャンプ』（集英社）2017年10号から2021年3・4合併号まで『ぼくたちは勉強ができない』を連載。これ以降、『少年ジャンプ+』の人気作家が連載終了後に『週刊少年ジャンプ』へ移籍する流れが見られるようになる。同作はアニメ化も発表され、2019年4月より放送された。

## 人物
既婚者で子持ち。筒井によると、母親はかつて漫画家になりたかった時期があり、筒井によくその話をしていた。その影響で筒井も漫画家を志すようになり、本格的に漫画家を目指した時も応援してくれたという。一方、父親は漫画家になることに賛成していなかったが、後に単行本が出るたびに勤務先やFacebookで宣伝・応援するようになった。
小学生時代は七井戸公園で高鬼をしたり、えのき公園でバスケットボールをしたり、生谷の水田でカエルやザリガニなどを採ったりして遊んでいた。中学時代は京成臼井駅前の本屋や王子台の文教堂に行き、いつか漫画コーナーに自分の本が並ぶのを想像していた。高校時代にはバンドを組み、ユーカリが丘の島村楽器に毎日のように通っていた。このような佐倉での経験が自身の作品に投影されているという。
小学生のころ、「3×3EYES」が好きだった。主人公八雲役の辻谷耕史は初めてしっかり覚えた声優の名前となった。
中学生時代に、学区内にあったモンキー・パンチ（加藤一彦）の仕事場を訪ねたことがあった。
大学中退後、父親が経営していた、ら・べるびぃ予防医学研究所に勤めていた時期がある。

## 作品リスト

### 漫画作品
凡例
- 〈掲載誌〉WJ：週刊少年ジャンプ、GIGA：ジャンプGIGA、J+：少年ジャンプ+、JX：ジャンプ改、GJ：グランドジャンプ、GJP：グランドジャンプPREMIUM（いずれも集英社）。CB：月刊コミックブレイド（マッグガーデン）。GA：good!アフタヌーン（講談社）。CD：月刊コミック電撃大王、CA：月刊コミックアライブ（KADOKAWA）

| 作品名                                          | 形式 | 掲載号                                | 備考                                  |
| ----------------------------------------------- | ---- | ------------------------------------- | ------------------------------------- |
| エスプリト                                      | 連載 | CB 2008年11月号 - 2011年4月号         |                                       |
| フカシギフィリア                                | 連載 | CB 2011年7月号 - 2012年10月号         |                                       |
| STEINS;GATE 比翼恋理のスイーツはにー            | 連載 | CB 2011年10月号 - 2012年3月号         | 原作：5pb.×ニトロプラス               |
| STEINS;GATE もっと比翼恋理のスイーツはにー      | 連載 | CB 2012年6月号 - 12月号               | 原作：5pb.×ニトロプラス               |
| STEINS;GATE 比翼恋理のスイーツはにー ふぁいなる | 連載 | CB 2013年1月号 - 6月号                | 原作：5pb.×ニトロプラス               |
| ちよにスタンバイ!                               | 読切 | GJ 2013年2月号                        |                                       |
| 我が家のトラワレ姫                              | 読切 | GJP 2013年8月号                       |                                       |
| ミサイルとプランクトン                          | 読切 | CD 2013年11月号                       | 原作：田中ロミオ                      |
| ソラバコ ターミナル                             | 読切 | JX 2014年1月号 - 2月号                |                                       |
| ウサミは今日も旅立たない。                      | 読切 | GA 39号                               |                                       |
| CLAIM ALAMODE!-クレーム・アラモード-            | 読切 | CA 2014年4月号                        |                                       |
| IDOROLL                                         | 連載 | GJP 第1シリーズ、2014年5月号 - 11月号 |                                       |
| ミサイルとプランクトン                          | 連載 | CD 2014年8月号 - 2016年5月号          | 原作：田中ロミオ                      |
| マジカルパティシエ小咲ちゃん!!                  | 連載 | J+ 2014年12月1日 - 2016年9月22日      | 原作：古味直志 『ニセコイ』スピンオフ |
| Reプレイボール                                  | 読切 | GIGA 2016年vol.4                      |                                       |
| ぼくたちは勉強ができない                        | 連載 | WJ 2017年10号 - 2021年3・4合併号      | テレビアニメ化                        |
| 夜雨白露は殺せない                              | 読切 | GIGA 2021 AUTUMN[12]                  |                                       |
| 漫画家の猫である。                              | 読切 | WJ 2022年24号[13]                     |                                       |
| ワコ・チャコ・ヨーコのふわレシピ                | 読切 | 勉タメジャンプ 2023 SPRING[14]        |                                       |
| ゲーミングPCみたいに光るタコ                    | 読切 | J+ 2024年3月6日[15]                   | 原作：オカリ                          |
| シド・クラフトの最終推理                        | 連載 | WJ 2024年51号[16] - 2025年29号[17]    |                                       |

### その他
- 劇場版 STEINS;GATE 負荷領域のデジャヴ 応援画集 イラスト
- ニセコイ: 第8話 エンドカード
- 『僕の心のヤバイやつ』第6巻特装版小冊子（2022年1月） - イラスト寄稿[18]

## 関連人物
アシスタント
- 猿乃樹[19]
- ネブクロ[20]